# Dillinger (pel·lícula de 1945)
Dillinger és una pel·lícula de gàngsters del 1945 que explica la història de John Dillinger.
La pel·lícula va ser dirigida per Max Nosseck. Dillinger va ser la primera pel·lícula important protagonitzada per Lawrence Tierney. Es va rodar en blanc i negre i inclou un robatori a un banc amb bomba de fum editat a la pel·lícula de la pel·lícula de 1937 de Fritz Lang Només es viu una vegada. La pel·lícula va ser llançada en DVD per Warner Bros. per a Film Noir Classic Collections 2 l'any 2005, tot i que la pel·lícula en general no es considera una pel·lícula negra. Algunes seqüències es van rodar a Big Bear Lake, Califòrnia.

## Argument
Es reprodueix un telenotícies que resumeix en detall la vida de gàngster de John Dillinger. Al final del telenotícies, el pare de Dillinger puja a l'escenari i parla a l'audiència de la pel·lícula sobre la infància del seu fill a Indiana, que diu que va ser normal i no gaire agitada, però admet que el seu fill tenia ambicions i volia fer-se la seva manera. El jove Dillinger va abandonar la seva ciutat per trobar la seva fortuna a Indianàpolis, però aviat es va quedar sense diners. L'escena s'esvaeix a un restaurant, on John té una cita i es veu humiliat pel cambrer que es nega a acceptar un xec per a l'àpat; En John s'excusa, va a una botiga de queviures propera i roba 7,20 dòlars en efectiu. Fa creure al dependent de la botiga que té una pistola a la mà sota la jaqueta.
En John és detingut aviat per aquest delicte i és condemnat a presó. Quan és empresonat, es fa bon amic de Specs Green, el seu company de cel·la. Specs és un infame lladre de bancs la banda del qual, formada per Marco Minnelli, Doc Madison i Kirk Otto, també es troben a la mateixa presó. En John està impressionat per Specs i la seva experiència i intel·ligència, i comença a considerar-lo com una figura paterna.

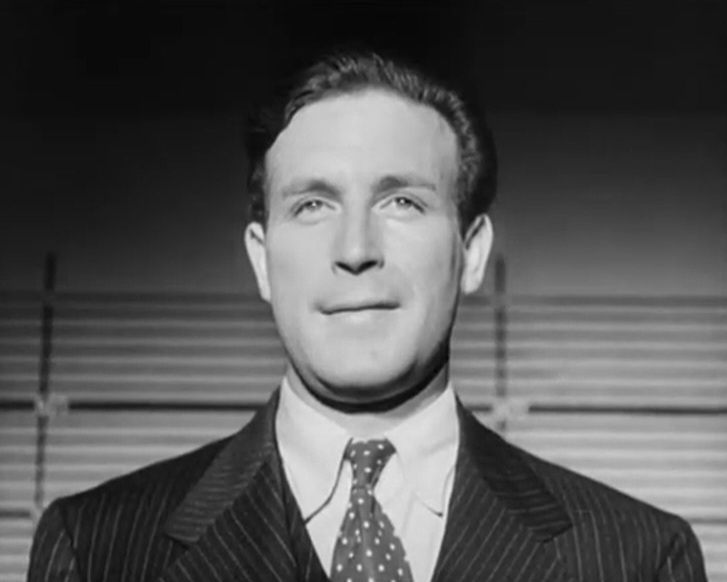
Lawrence Tierney

Com que en John té una condemna molt més curta, decideix que serà l'ajuda externa de la colla quan sigui alliberat, amb la intenció de facilitar-los la fugida. Tan bon punt en John és lliure, roba la taquilla d'una sala de cinema. Abans de fer-ho, coqueteja amb la dona, Helen Rogers, amb el resultat que ella es nega a identificar-lo a la formació policial després del robatori. En canvi, ella té una cita amb John.

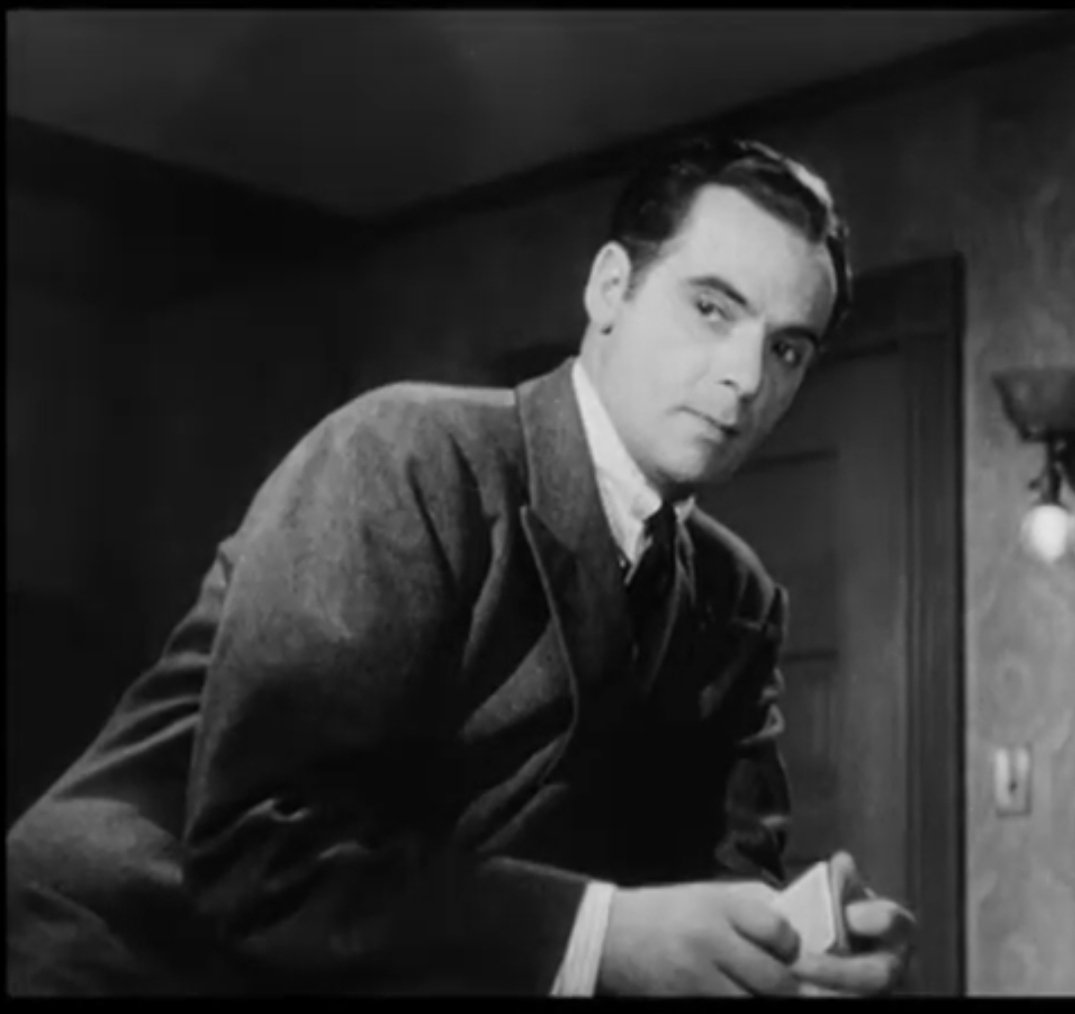
Marc Lawrence

John continua amb la seva ratxa criminal de robatoris per diners per finançar la fugida de la banda d'Specs. Quan en té prou, idea un pla per introduir de contraban un barril d'armes de foc a la banda al lloc de treball de la seva pedrera. El pla té èxit, afegeixen John a la seva banda i, a continuació, inicien una onada criminal de robatoris a l'Oest Mitjà.

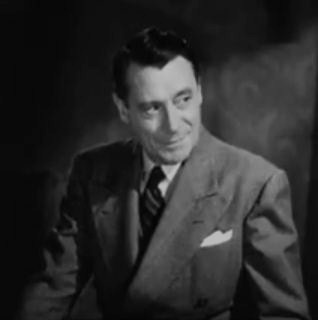
Eduardo Ciannelli

Specs envia en John a buscar nous objectius perquè és l'únic que no el reconeixen els testimonis de la pedrera en el moment de la fugida de la banda. John consulta el Farmer's Trust Bank, on es fa passar per un client potencial per entrar a l'oficina. Informa a la banda que el sistema de seguretat és massa sofisticat perquè puguin evitar-lo.

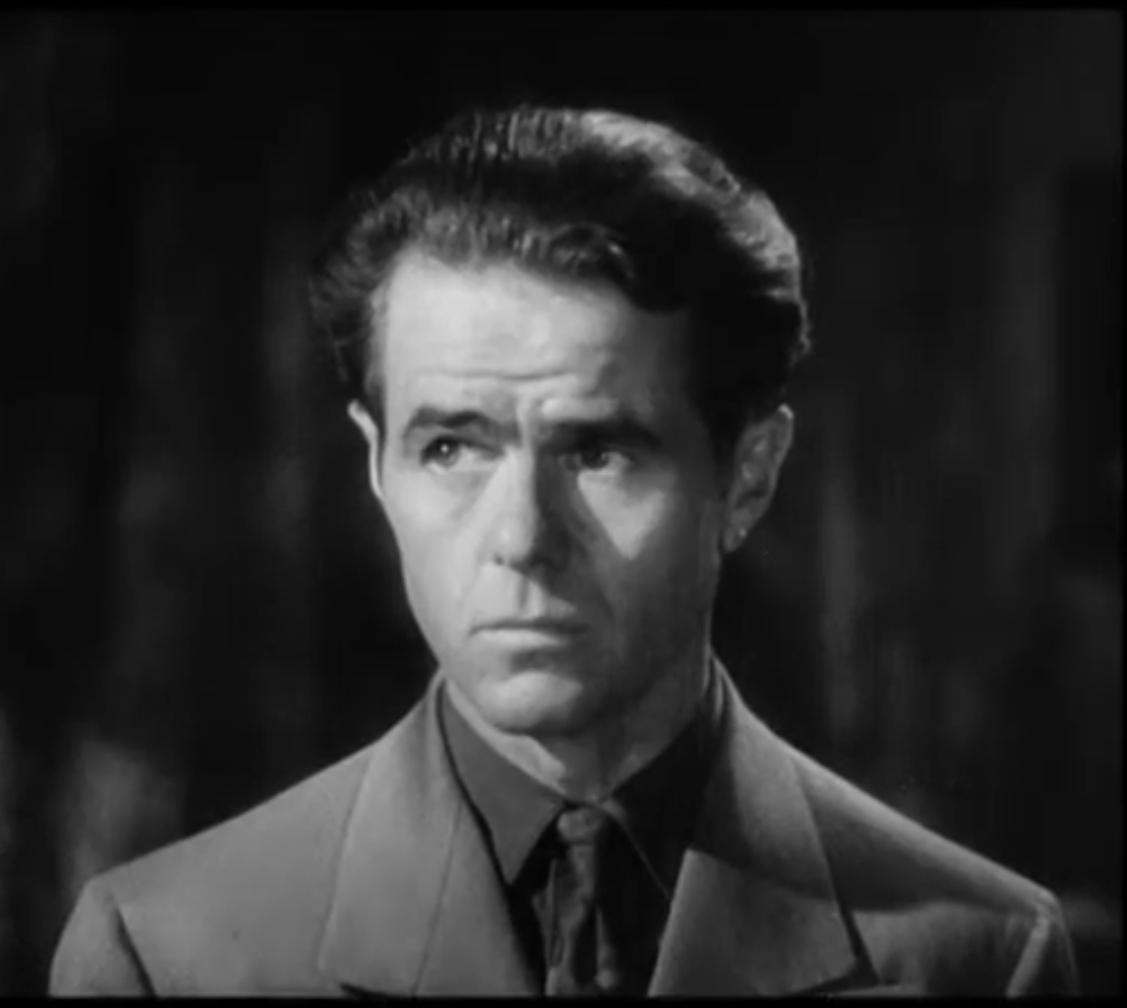
Elisha Cook Jr

Specs encara vol anar al banc i, cansat de l'ego i de l’entusiasme desencadenant de John, decideix obtenir ajuda de fora de la colla. John suggereix una altra manera d'entrar al banc: amb bombes de gas. John convenç a la resta de la colla del seu camí, i van robar el banc amb èxit. De tornada a l'amagatall, John demana la doble part habitual del botí del líder. Després que John és capturat però escapa de la presó, mata a Specs i ocupa el seu lloc com a líder de la banda. Sense diners en efectiu, decideixen robar un tren correu. En el procés, el membre de la banda Kirk Otto és assassinat.
La colla parteix durant unes setmanes per quedar-se a baix, i en John i l'Helena fan una gran festa de compres. Es troben amb la resta de la colla en una cabana propietat dels pares adoptius de Kirk. S'hi queden una estona, però quan la parella d'ancians truca a la policia, Dillinger els mata. Més tard, s'adonen que la policia s'està acostant a ells, així que planegen dirigir-se als Estats Occidentals i continuar robant bancs. Abans de marxar, Dillinger i la seva xicota passen una nit al cinema Biograph de Chicago. Sortint del teatre, Dillinger veu que la policia ve darrere d'ell. En un tiroteig, és assassinat en un carreró, els seus únics diners són 7,20 $, el mateix que el que va agafar en el seu primer robatori.

## Repartiment
- Lawrence Tierney com a John Dillinger
- Edmund Lowe com a Specs Green
- Anne Jeffreys com a Helen Rogers
- Eduardo Ciannelli com a Marco Minelli
- Marc Lawrence com a Doc Madison
- Elisha Cook Jr. com a Kirk Otto
- Ralph Lewis com a Tony
- Elsa Janssen com a senyora Otto
- Ludwig Stössel com el senyor Otto
- Constance Worth com a rossa
- Fred Aldrich com a condemnat (sense acreditar)
- Walter Long com a Mug (sense acreditar)

## Producció
Philip Yordan era un escriptor emergent que havia col·laborat amb George Beck. Els King Brothers tenien un acord amb Monogram Pictures i volien que Beck els escrivia una p de gàngster, però no podien oferir la quota habitual de Beck, així que va recomanar a Yordan. Yordan va escriure Dillinger, però el cap de producció de Monogram Steve Broidy va pensar que costaria 50.000 dòlars i seria massa car a menys que poguessin contractar un actor de renom per interpretar el protagonista, com Chester Morris. Yordan volia que Lawrence Tierney interpretés el paper de "noi que semblava a Dillinger i era dolent". Es va negar a veure el guió tret que fos elegit. Yordan va continuar escrivint altres guions per als King Brothers, The Unknown Guest i When Strangers Marry. Tots dos van tenir èxit i Tierney va ser escollit per a Dillinger, que va rebre un pressupost decent.
Yordan va dir que William Castle havia de dirigir la pel·lícula i va ser una gran ajuda en el guió.
És possible que Robert Tasker també hagi treballat sense acreditar al guió.

## Recepció
Segons Philip Yordan, tots els estudis principals tenien un acord per no fer pel·lícules que poguessin glorificar els gàngsters reals pel seu nom, però Monogram no en formava part. Diu que Louis B. Mayer va demanar a Frank King que destruís el negatiu, però King es va negar quan Mayer no va oferir cap compensació. Yordan diu que la pel·lícula va guanyar 4 milions de dòlars dels quals va obtenir un terç. No se sap si aquest pacte va existir realment.
Yordan creu que hauria d'haver guanyat l'Oscar al millor guió, però que l'Acadèmia, dirigida per Walter Wanger, ho va passar per alt deliberadament a favor de Marie Louise , "alguna pel·lícula feta a Suïssa que ningú havia vist mai".
Yordan també afirma que "Dillinger va ser una de les primeres pel·lícules de crim d'aquest tipus. Darryl Zanuck va veure aquesta pel·lícula una vegada i una altra, i la va utilitzar com a base de moltes pel·lícules a Fox. En altres paraules, havia creat un estil."

### Premis
Yordan va ser nominat a l'Oscar al Oscar al millor guió original, i Monogram Pictures va obtenir la seva primera nominació a l'Oscar per a una estrena de llargmetratge.
La pel·lícula està reconeguda per l'American Film Institute en aquestes llistes:
- 2003: AFI's 100 Years...100 Heroes & Villains:
  - John Dillinger – Nominat com vilà[8]